# Бранс, Джордж
Джордж Бранс (англ. George Bruns) — композитор, работавший в кино и на телевидении, создавший музыку для многих фильмов Диснея. Был четырежды номинирован на «Оскар».

## Карьера
Бранс родился в Санди (штат Орегон) и поступил в колледж при университете штата Орегон, где был членом братства Lambda Chi Alpha. Окончил обучение в 1936 году. В 1946 году стал музыкальным директором на радиостанции KEX в Портленде, Орегон.
Среди его работ — песня Yo Ho (A Pirate’s Life for Me) (которую он написал в соавторстве с Ксавье Атенсио), использованная в музыкальной теме аттракциона «Пираты Карибского моря» и в фильмах на основе этого аттракциона. Он также является соавтором «Баллады о Дэви Крокетте» с Томом Блэкберном, а также песню «Любовь» для мультфильма «Робин Гуд». В середине 1950-х годов, он адаптировал музыку из балета «Спящая красавица» Чайковского для использования в качестве фоновой музыки в мультфильме «Спящая красавица». Он также написал музыку к Книге Джунглей.
Бранс ушёл из компании в 1976 году и вернулся в Сэнди. Там он работал преподавателем на пол-ставки и продолжал играть и сочинять музыку, в том числе записал по крайней мере один локально распространенный альбом джаза.
Как музыкант, Джордж Бранс славился своим мастерством в игре как на тромбоне, так и на тубе и пользовался большим спросом у различных джазовых групп по побережью Тихого океана.

## Смерть
Бранс умер от сердечного приступа 23 мая 1983 в Портленде. В 2001 году получил звание «Легенда Диснея».